# Municipio de Newland No. 2
El municipio de Newland No. 2 (en inglés: Newland No. 2 Township) es un municipio ubicado en el  condado de Avery en el estado estadounidense de Carolina del Norte. En el año 2010 tenía una población de 1.096 habitantes.

## Geografía
El municipio de Newland No. 2 se encuentra ubicado en las coordenadas 36°4′27.83″N 81°56′10.45″O / 36.0743972, -81.9362361.